# Sakaki (Nagano)
Sakaki (坂城町, Sakaki-machi) est un bourg du district de Hanishina, dans la préfecture de Nagano, au Japon.

## Géographie

### Démographie
Au 1er février 2015, la population de Sakaki s'élevait à 14 924 habitants répartis sur une superficie de 53,64 km2.